# نيكو ماتان
نيكو ماتان مواليد 17 يوليو 1971، هو دراج بلجيكي سابق في صنف سباق الدراجات على الطريق. سبق أن شارك في دورة الألعاب الأولمبية الصيفية. حقق المركز الأول في طواف باريس نيس 2003.

## روابط خارجية
- نيكو ماتان على موقع الاتحاد الدولي للدراجات (الإنجليزية)
- نيكو ماتان على موقع أرشيف الدراجات (الإنجليزية)
- نيكو ماتان على موقع إحصائيات الدراجات الإحترافية (الإنجليزية)
- نيكو ماتان على موقع نسبة الدراجات (الإنجليزية)
- نيكو ماتان على موقع CycleBase (الإنجليزية)
- نيكو ماتان على موقع أوليمبيديا (الإنجليزية)